# Sigurd Wongraven
Satyr (nascido Sigurd Wongraven, em 28 de novembro de 1975) é o  vocalista, guitarrista, baixista e tecladista da banda norueguesa de black metal Satyricon. Ele é um dos membros fundadores da banda (embora esta tenha existido brevemente sob o nome de Eczema sem ele), que já conta com sete álbuns, duas demos e um DVD ao vivo. Satyr também contribuiu com outras bandas como Darkthrone, Eibon, Storm, Thorns, Black Diamond Brigade e Wongraven.
Sobre o black metal, é notória sua frase sobre o conteúdo das letras, "o black metal não precisa ser necessariamente satânico, desde que seja sombrio."
Satyr é endorser das guitarras ESP.